# Dylan McGowan
Dylan John McGowan (Adelaide, 1991. augusztus 6. –) ausztrál válogatott labdarúgó, aki jelenleg a Western Sydney Wanderers játékosa. Testvére, Ryan McGowan a Sydney FC Játékosa.
Részt vett a 2011-es U20-as labdarúgó-világbajnokságon és a 2017-es konföderációs kupán.

## Sikerei, díjai

### Klub
- Adelaide United
  - Ausztrál kupa: 2014
  - Ausztrál bajnok – Alapszakasz: 2015–16
  - Ausztrál bajnok – Rájátszás: 2015–16

### Válogatott
- Ausztrália U19
  - AFF U-19 Youth Championship: 2010